# Deathcore
Deathcore is een muziekgenre dat een kruising is van deathmetal en metalcore.

## Karakteristiek
Hoewel het een subgenre van metal is, is deathcore beïnvloed door de modernere deathmetal op vlak van snelheid, hardheid en het gebruik van zware, chromatische palm-muted riffs en dissonantie. Teksten zijn niet altijd van dezelfde soort als in deathmetal, maar het grunten en screamen worden meestal wel overgenomen, vaak gecombineerd met hardcore-punkvocalen. Ook worden er dikwijls breakdowns en melodische riffs in deathcore gebruikt, wat voorkomt uit het hardcore-punkaspect van metalcore.

## Deathcoregroepen
Enkele deathcoregroepen met een artikel op de Nederlandstalige Wikipedia zijn:
- All Shall Perish
- Chelsea Grin
- Infant Annihilator
- Lorna Shore
- Suicide Silence
- Thy Art Is Murder
- Whitechapel